# Hyphoderma cryptocallimon
Hyphoderma cryptocallimon ist eine Ständerpilzart aus der Familie der Fältlingsverwandten (Meruliaceae). Sie besitzt teppichartige, membranöse Fruchtkörper von weißlicher Farbe aus und wächst auf Totholz von Koniferen und Laubbäumen. Die Art ist in ganz Europa verbreitet, gilt aber als selten.

## Merkmale

### Makroskopische Merkmale
Hyphoderma cryptocallimon besitzt für die Gattung Hyphoderma typische, resupinate, membranös-wachsartige Fruchtkörper. Sie sind weißlich bis cremefarben. Ihr Hymenium ist unter dem bloßen Auge glatt, lässt unter der Lupe aber Poren und hervortretende Zystiden erkennen und erscheint dadurch filzig.

### Mikroskopische Merkmale
Wie bei allen Hyphoderma-Arten ist die Hyphenstruktur von Hyphoderma cryptocallimon monomitisch, weist also nur generative Hyphen auf. Die 3–5 µm breiten Hyphen sind hyalin, und stark verzweigt, die Septen weisen stets Schnallen auf. Die Zystiden sind rohrförmig und gegen die Spitze leicht verdickt. Sie enden in einer stumpfen Spitze und treten mit 80–125 × 8–12 µm deutlich aus der Fruchtschicht hervor. Die Basidien der Art sind keulen- bis annähernd urnenförmig, besitzen vier Sterigmata und messen 25–40 × 7–10 µm. An der Basis besitzen sie eine Schnalle. Ihre Sporen sind ellipsoid, hyalin und dünnwandig. Sie messen 8–10 × 4,5–6 µm und besitzen stets einen Fortsatz (Apiculus).

## Verbreitung
Die bekannte Verbreitung der Art umfasst weite Teile Europas, sie gilt jedoch überall als selten oder wenig häufig.

## Ökologie
Hyphoderma cryptocallimon wächst auf morschem, meist entrindeten und abgefallenem Totholz von Koniferen und Laubbäumen. Präferenzen lassen sich aufgrund der dünnen Fundlage nur schwer ausmachen, bekannte Substrate sind unter anderem Rot-Buche (Fagus sylvatica), Gemeine Fichte (Picea abies) und Weiß-Tanne (Picea abies).